# Psapharochrus corticarius
Psapharochrus corticarius là một loài bọ cánh cứng trong họ Cerambycidae.